# 横須賀海軍工廠深沢分工場
横須賀海軍工廠深沢分工場（よこすかかいぐんこうしょうふかさわぶんこうじょう、以下「深沢分工場」と略す）は神奈川県鎌倉郡深沢村（現在の鎌倉市深沢地域梶原・寺分付近）にあった大日本帝国海軍の工廠で魚雷や爆雷などの生産に携わった。生産物の中にはアメリカ軍から鹵獲した誘導魚雷を元にした誘導装置なども含まれていた。終戦後、関連資料が焼却処分されたため、詳しいことはわかっていない。
深沢分工場は1941年(昭和16年)1月に横須賀海軍工廠の分工場として計画を立案、横須賀に近く大船からの有料道路が走る交通至便の地である事などから、1942年(昭和17年)7月、当地への建設が決定した。地権者との用地買収交渉は、戦時下ということもあり短期間で進められ、同年9月には工事が開始された。
工事は周辺の山を掘削し、田畑を埋め立てて用地を作るというもので、当初は泣塔付近も切り崩される予定であったが、祟りを恐れる地域住民の要望や、工事現場で怪現象がたびたび起こった事により、泣塔周辺はそのまま残される事になった。工員の寮は付近の村岡や川名などに置かれた。
1943年（昭和18年）10月に完成し、操業が開始された。操業にあたっては東京帝大（現東京大学）、日本大学の予科、藤沢中(現藤嶺学園）、湘南中（現湘南高校）、福島県坂下高等女学校（現福島県立会津農林高等学校）などから多数の学徒が動員された。
その後戦局の悪化に伴い、空襲対策として分工場は地下化が進められる事になった。工場用の地下壕は静岡刑務所の囚人や朝鮮人労働者によって掘削・整備され終戦まで稼動した。
終戦後、旧国鉄に引き継がれて大船工場となり、電車の点検・整備にあたった。JR発足後は東日本旅客鉄道大船工場となっていたが、2006年（平成18年）2月9日に同センターの検査業務が終了している。